# Réunion
Koordináták: d. sz. 21° 06′ 52″, k. h. 55° 31′ 57″21.114444°S 55.532500°E
Réunion (ejtsd: réünion) vulkáni sziget az Indiai-óceánban Madagaszkártól keletre, Franciaország tengeren túli megyéje.

## Földrajz

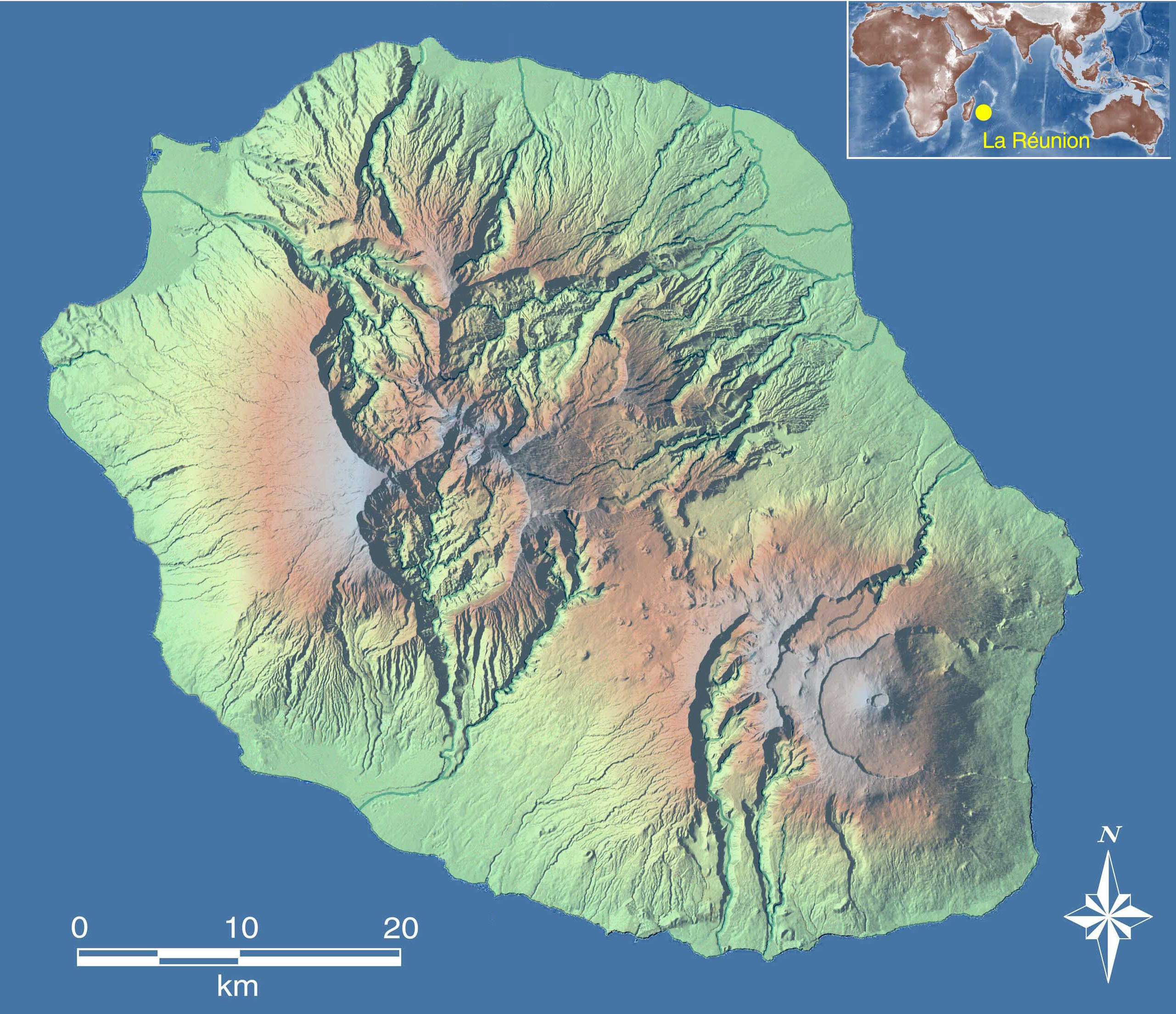
Réunion domborzati térképe

A Mascarenhas-szigetcsoporthoz tartozó sziget 50 km széles és 70 km hosszú. Madagaszkártól 800 km-re keletre található.
A keleti, 2631 m magas aktív Piton de la Fournaise pajzsvulkán és az északnyugati Piton des Neiges (3070 m) vulkán a sziget eredetére utal. A hegyeket dús erdők borítják.

## Történelem
A szigetet a portugál Diogo Dias, Bartolomeu Dias testvére fedezte fel 1507. február 9-én. 1638 óta a franciák birtoka. 1640-ben a sziget neve Bourbon-sziget lett. 1642-ben francia telepesek népesítették be. 1793-ban kapta az "Île de la Réunion", azaz "Újraegyesítés szigete" nevet a Marseille-i forradalmárok és a párizsi Nemzeti Gárda 1792-es egyesülésének emlékére. 1801-ben a sziget új nevet kapott: "Île Bonaparte"; 1810-ben a brit haditengerészet visszanevezte Bourbon-szigetre, majd az 1848-as francia forradalom óta ismét a Réunion nevet viseli.
1946-ban Franciaország tengerentúli tartományává nyilvánították, majd 1974-ben tengerentúli megye lett. Réunion 1973 óta a francia fegyveres erők legfontosabb indiai-óceáni támaszpontja, a szigeten mintegy 4000 katona állomásozik. Kezdetben fegyencgyarmatként használták, majd kávét, később cukornádat termesztettek itt.

## Népesség, nyelv, vallás
A legújabb adatok alapján afrikaiak adják a lakosság 64%-át. Legalább 30% ázsiai bevándorló. Ebből 28% indiai és pakisztáni, 1% kínai. Ezenkívül 1% malgas, ők indonéz eredetű, feketékkel kevert népcsoport. Csupán 1% francia származású fehér (európai), 3% egyéb[forrás?].

A független Réunion lobogója, ahogy az elszakadáspártiak képzelik. A zászló a pánafrikai színeket viseli.

A szigeten franciául és réunioni kreol nyelven beszélnek.
A lakosság 86%-a római katolikus, a maradék 14% hindu, muszlim vagy buddhista.

## Városok
- Saint-Denis (főváros)
- Saint-Benoît
- Saint-Paul
- Saint-Pierre

## Gazdaság
A termőterület kétharmadát a cukornád foglalja el. Cukor-, rum- és vaníliaexportja jelentős. A cukor exportálása adja a bevétel mintegy 85%-át. A viszonylagos gazdasági jólét Franciaország támogatásán alapszik.

## Közlekedés
- Közutak hossza: 2724 km
- Repülőterek száma: 2
- Kikötők száma: 2

## Turizmus
Javasolt oltások Réunion-ra utazóknak:
- Hastífusz
- Hepatitis A (magas a fertőzésveszély)

Kötelező oltás, ha fertőzött országból érkezik/országon át utazik valaki:
- Sárgaláz

## Sport
Lásd: Réunioni labdarúgó-válogatott

## Érdekességek
- A főváros, Saint-Denis híres szülötte Roland Garros, a repülés úttörője, első világháborús hős, aki később a nagy presztízsű francia nyílt teniszbajnokság névadója lett.

## Galéria

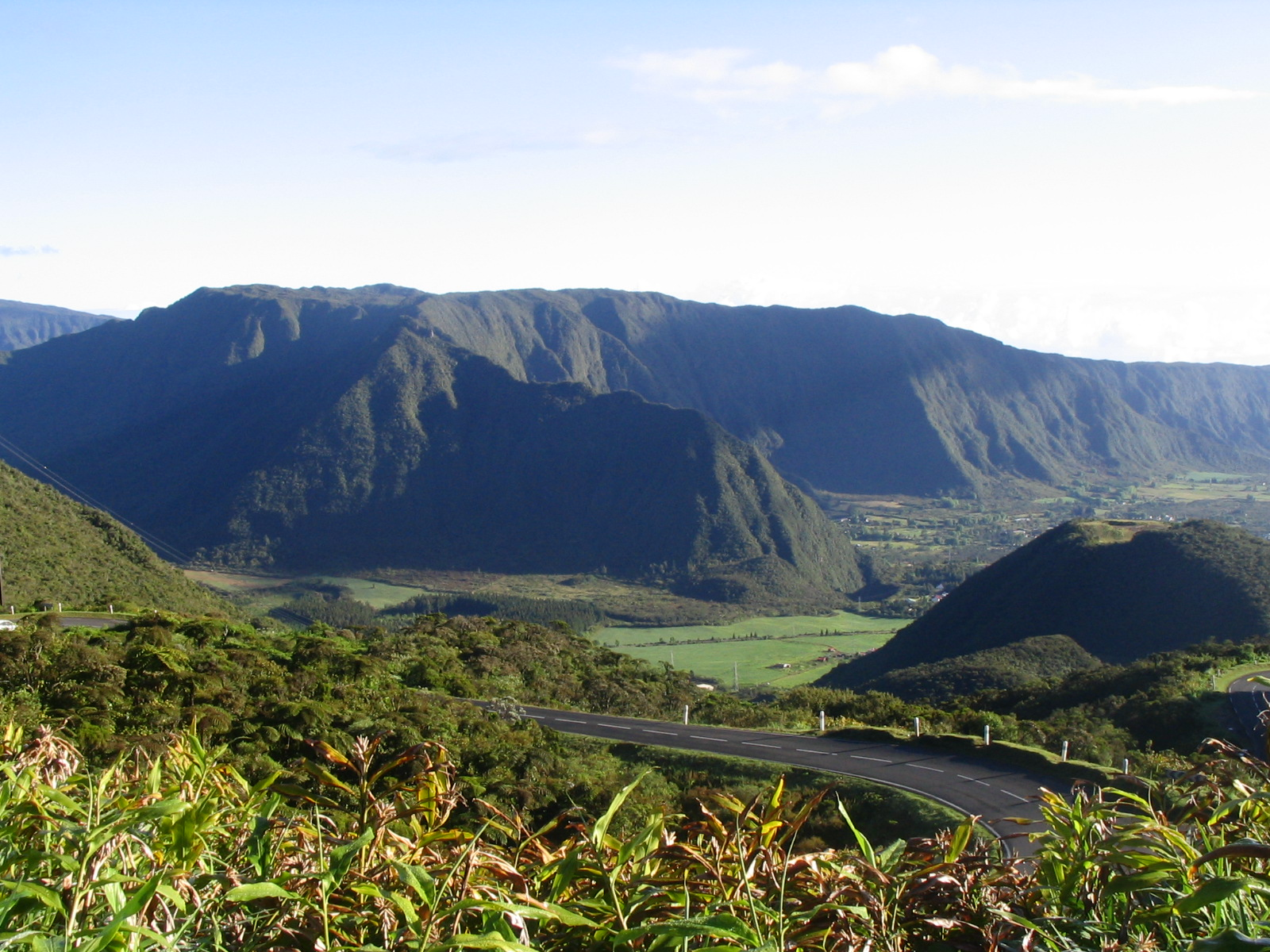
Réunioni táj
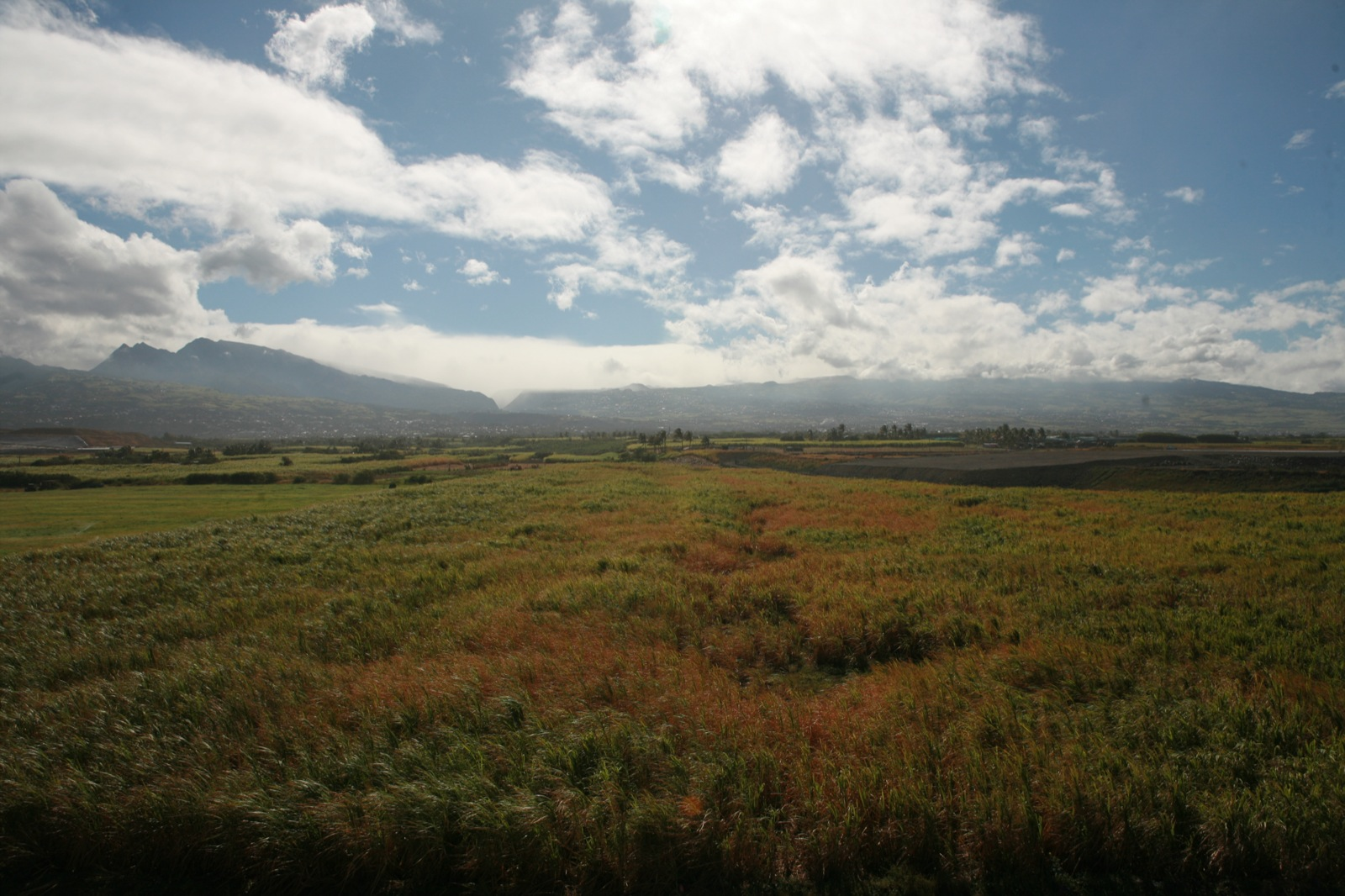
Cukornád-ültetvény
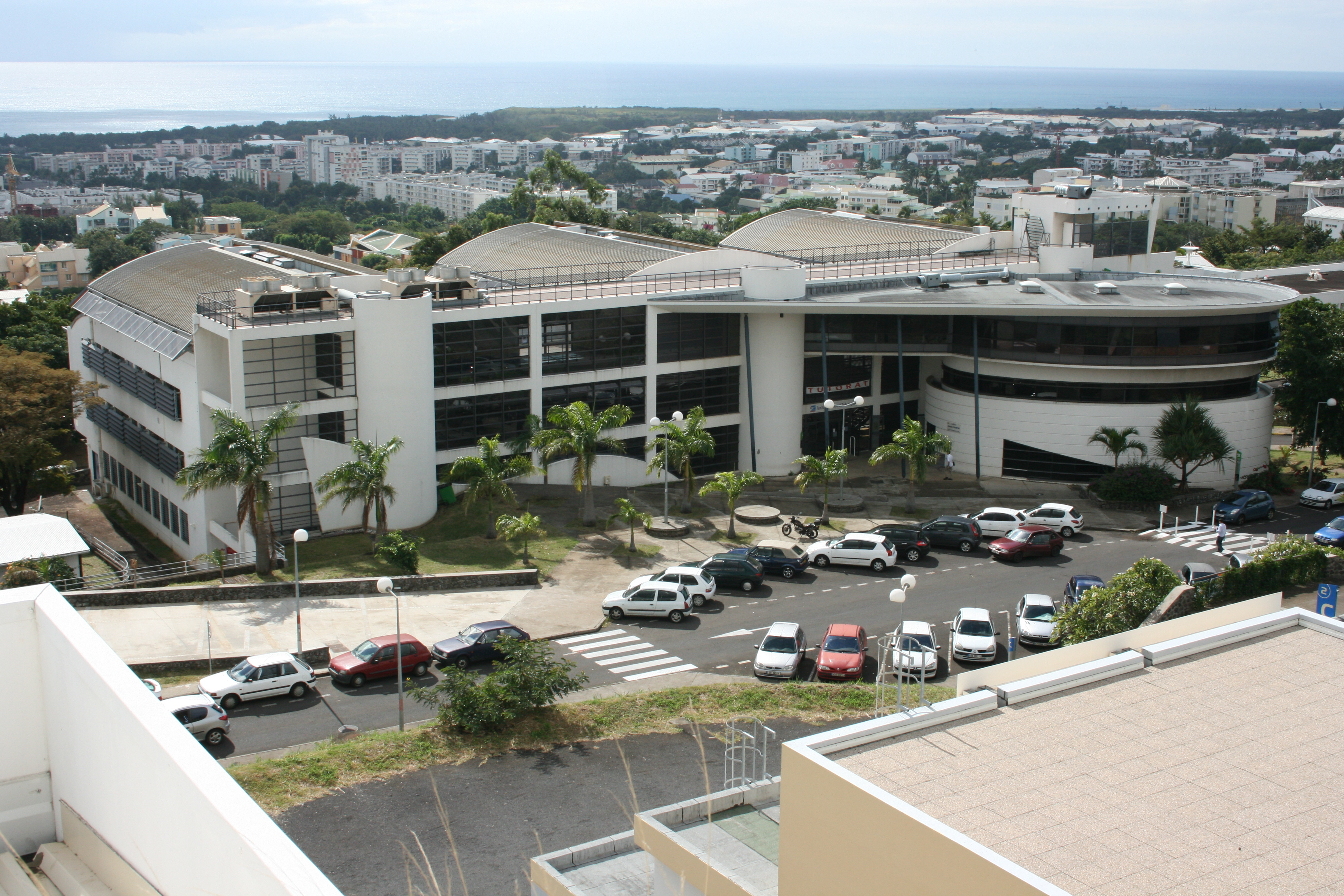
Saint-Denis
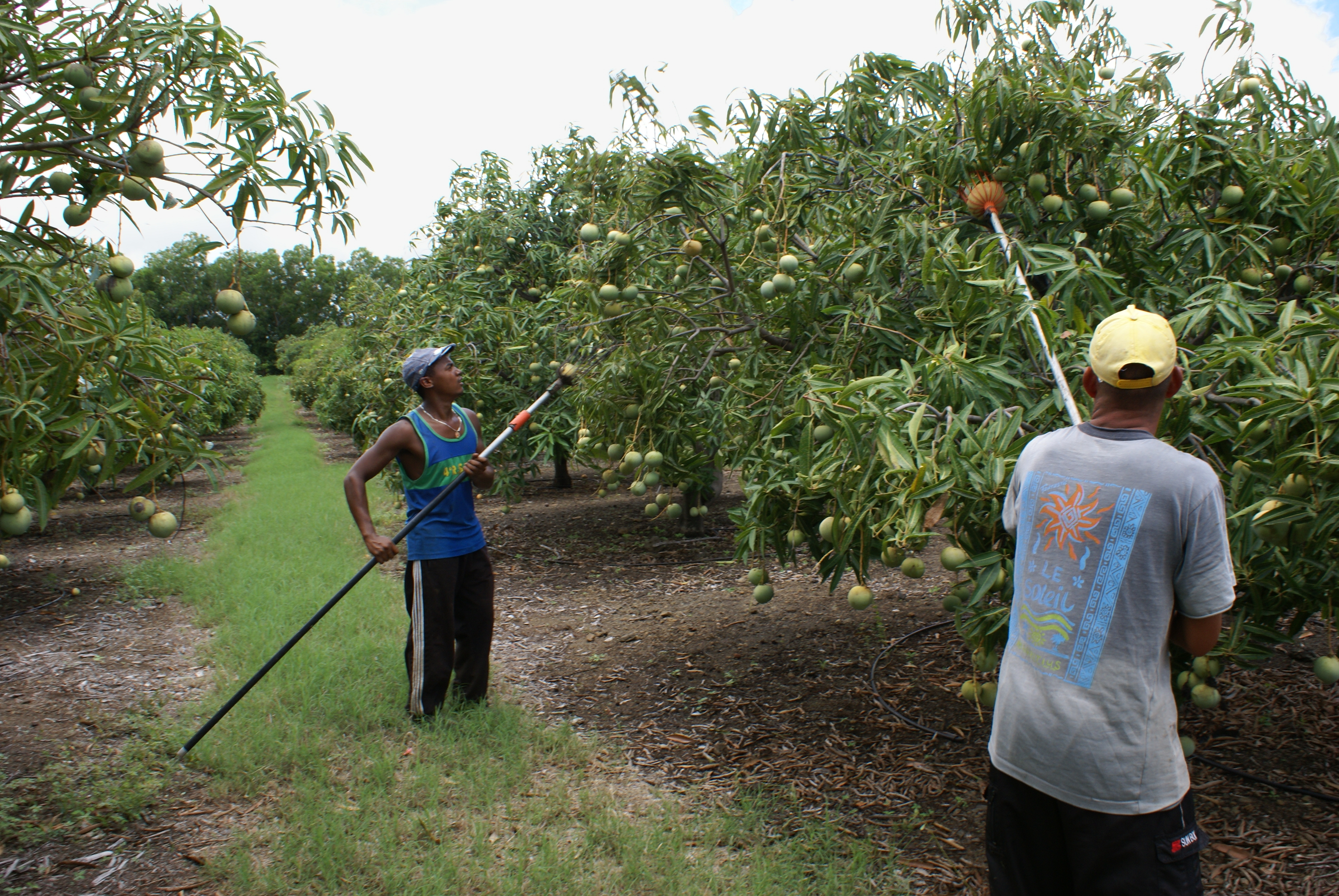
Mangószedés
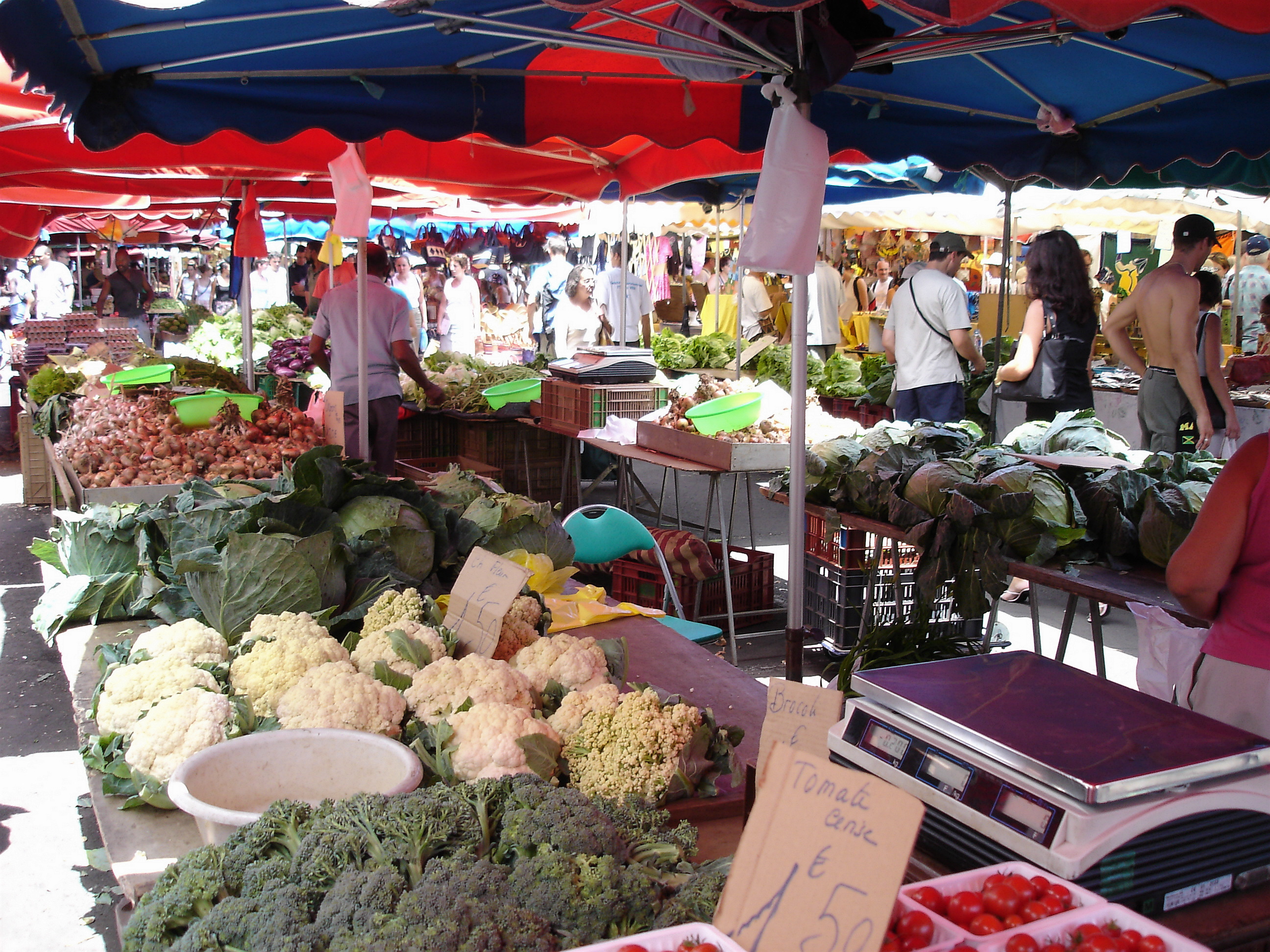
Piac Saint-Paulban
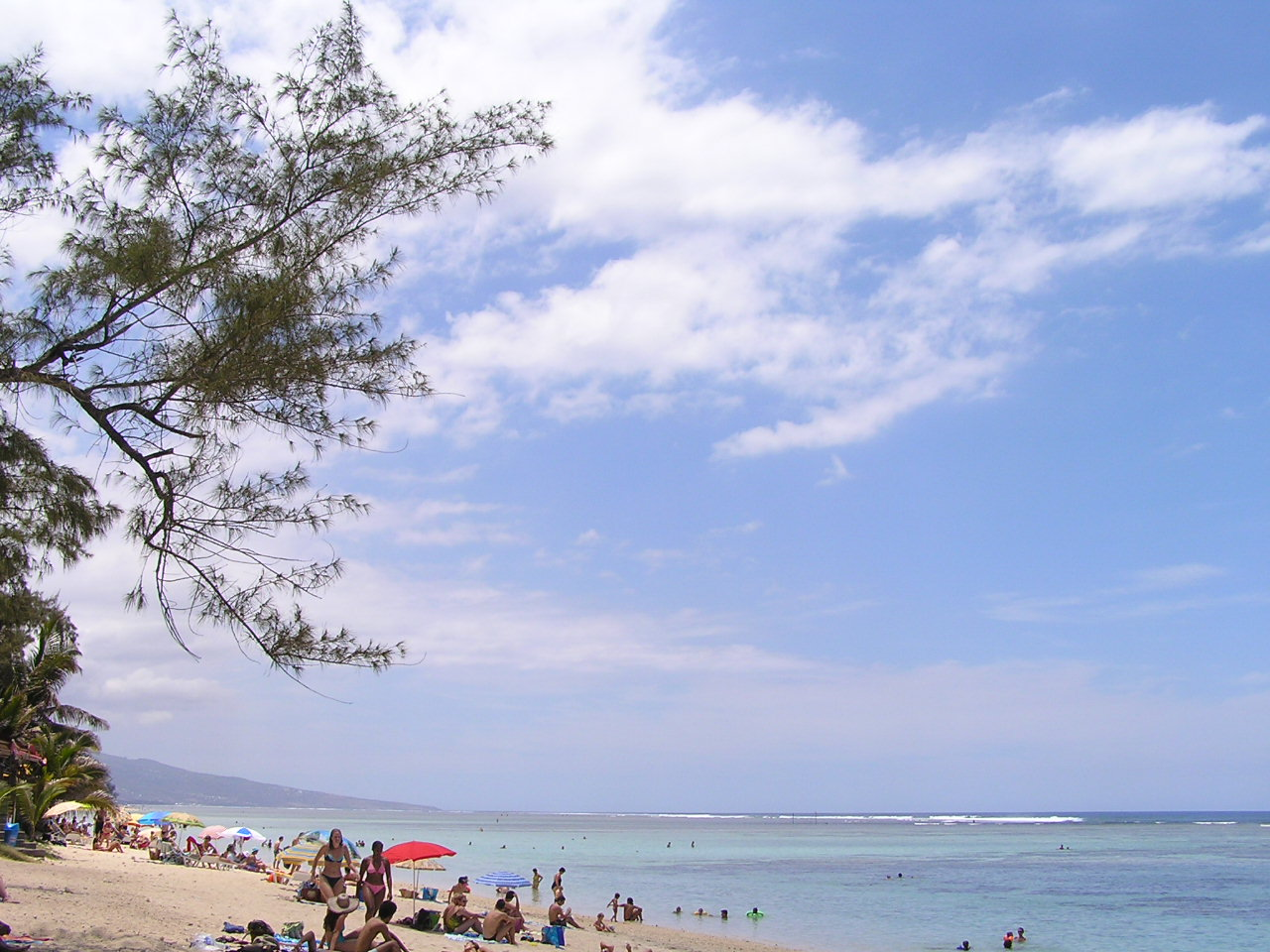
Strand az óceánparton